# 앨프리드 디킨

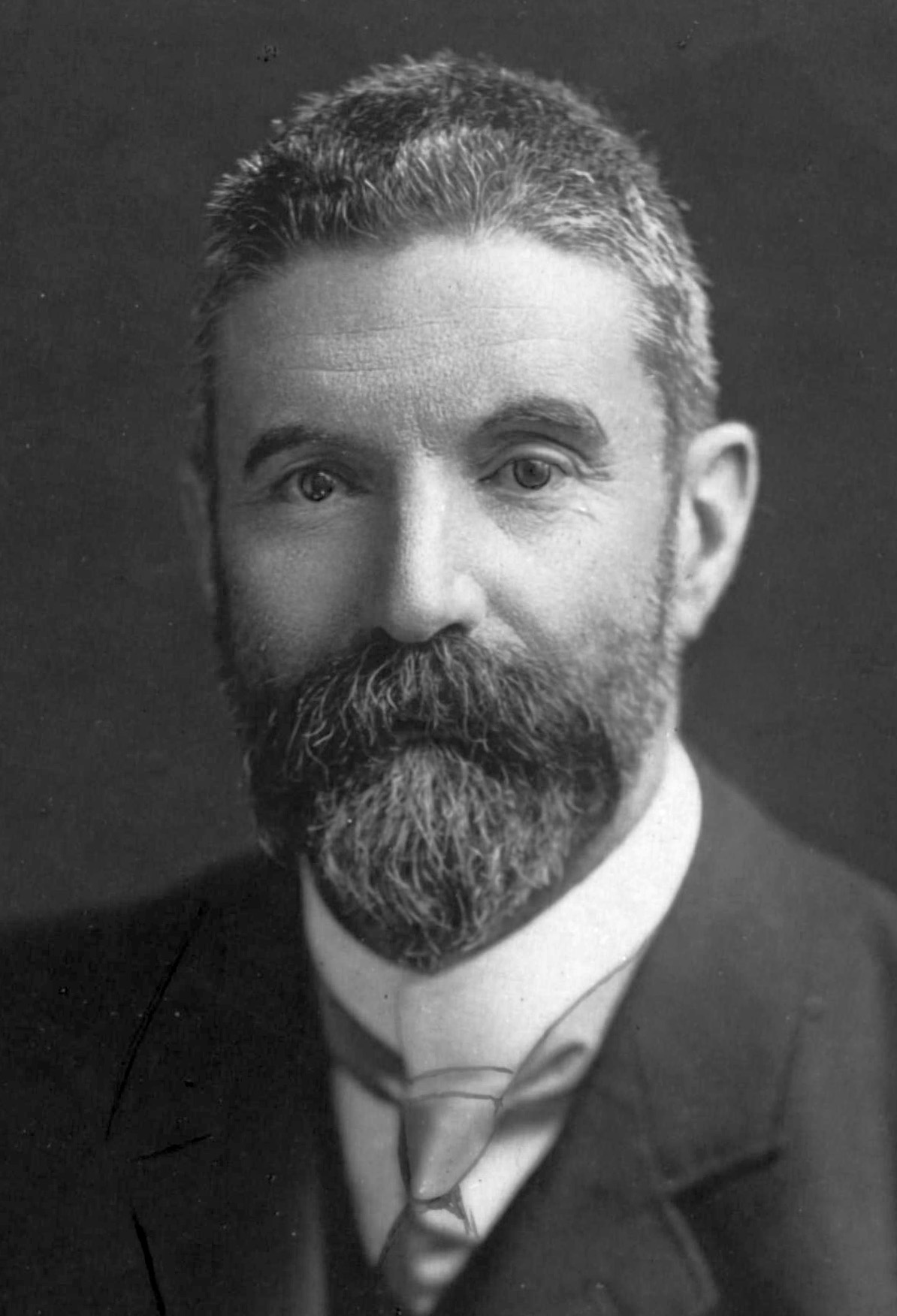

앨프리드 디킨(Alfred Deakin, 1856년 8월 3일 ~ 1919년 10월 7일)은 오스트레일리아의 정치가, 법정 변호사로 1903년부터 1904년, 1905년부터 1908년, 1909년부터 1910년까지 오스트레일리아의 제2대 총리를 역임했다. 그는 보호주의 지도자로 재직했다. 연방의 창시자 중 한 사람이자 초기 호주 정치에 끼친 영향력으로 유명하다.
디킨은 멜버른의 중산층 부모에게서 태어났다. 그는 1879년 23세의 나이로 빅토리아 주의회 의원으로 선출되었으며 변호사와 언론인으로도 일했다. 그는 1883년부터 간헐적으로 장관직을 맡았으며 빅토리아 법무장관을 두 번이나 역임했으며 자유주의 및 급진적 개혁가들과 동조했다. 1890년대에 디킨은 호주 식민지 연맹 운동의 주요 인물 중 한 명이 되었다. 그는 연방 대회의 대표였으며 연방 헌법 초안을 작성하는 위원회에서 활동했다. 그는 나중에 일련의 국민투표에서 캠페인을 벌였고, 그 채택을 위해 영국 정부에 로비를 했다.
1901년 연맹 이후 디킨은 절친한 친구인 에드먼드 바턴(Edmund Barton)이 이끄는 호주 초대 법무장관이 되었다. 그는 1903년 9월 바턴의 뒤를 이어 총리가 되었다. 1903년과 1906년에 두 차례에 걸친 선거를 통해 세 정당이 균등하게 분열되었고, 디킨의 자유보호당은 자유 무역당과 호주 노동당(ALP) 사이의 효과적인 중간 지점을 차지했다. 그는 비생산적인 첫 임기를 마치고 1904년 4월 퇴임했으나 1905년 7월에 복귀하여 ALP의 지원을 받아 기능적인 정부를 구성할 수 있었다. 그는 1908년 8월에 다시 직위를 사임했다.
1909년에 퓨전(Fusion)으로 알려지게 된 디킨은 논란의 여지가 있지만 그의 지지자들을 자유 무역 연합(Free Traders)과 연합으로 이끌었다. 반사회주의에 기초한 이들의 동맹은 연방 정치에서 양당제의 시작을 알리고 호주 최초의 다수 정부를 구성할 수 있게 해주었다. 디킨은 1909년 6월부터 1910년 4월까지 총리로서의 마지막 임기를 그의 가장 생산적인 임기로 여겼다. 그러나 놀랍게도 ALP는 1910년 선거에서 양원에서 과반수를 차지했다. 그는 퇴행성 신경 질환의 초기 단계였던 1913년에 정계에서 은퇴하여 63세의 나이로 사망했다.
디킨은 호주에서 가장 영향력 있는 총리 중 한 명으로 꼽힌다. 그는 백호주 정책, 강제 중재, 보호주의, 국가 온정주의, 대영 제국에 대한 지원 등의 특징을 지닌 "호주 정착지"의 주요 설계자였으며 20세기까지 호주의 사회 경제적 틀의 기초를 형성했다.

## 같이 보기
- 오스트레일리아의 총리 목록
- 디킨 대학교

## 역대 선거 결과
| 선거명      | 직책명                   | 대수 | 정당        | 득표율   | 득표수   | 결과 | 당락                 |
| ----------- | ------------------------ | ---- | ----------- | -------- | -------- | ---- | -------------------- |
| 1901년 선거 | 하원의원 (밸러랫 선거구) | 1대  | 보호주의당  | 74.5%    | 4,655표  | 1위  | 밸러랫 하원의원 당선 |
| 1903년 선거 | 하원의원 (밸러랫 선거구) | 2대  | 보호주의당  | 단독후보 | 무투표   | 1위  | 밸러랫 하원의원 당선 |
| 1906년 선거 | 하원의원 (밸러랫 선거구) | 3대  | 보호주의당  | 66.2%    | 12,331표 | 1위  | 밸러랫 하원의원 당선 |
| 1910년 선거 | 하원의원 (밸러랫 선거구) | 4대  | 호주 자유당 | 51.1%    | 10,179표 | 1위  | 밸러랫 하원의원 당선 |